# Capilla del Sagrario (Iglesia de Nuestra Señora del Castillo de Fuente Obejuna)

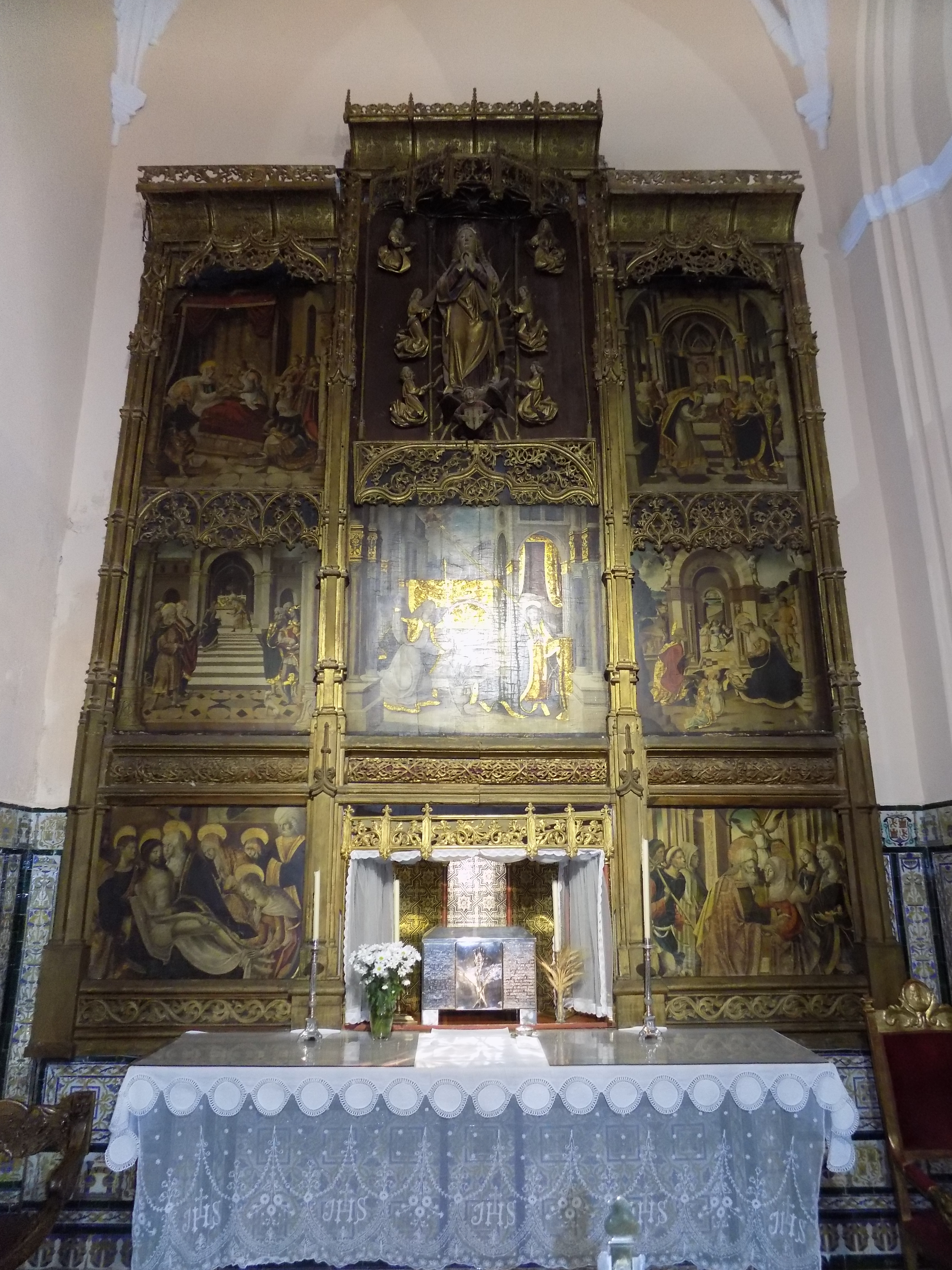
Retablo de la capilla del Sagrario.

La capilla del Sagrario de la iglesia de Nuestra Señora del Castillo de Fuente Obejuna, conocida también como capilla de la Encarnación, está situada junto a la capilla mayor y en la nave del Evangelio de ese templo, siendo la más destacada de esa nave y la segunda en importancia del templo por detrás de la capilla mayor.

## Historia y descripción
Es de planta cuadrada, está cubierta por una bóveda de crucería, y fue fundada por el eclesiástico Antón Ruiz de Morales, que era natural de Fuente Obejuna y también chantre de la catedral de Córdoba y doctor en Decretos, con el propósito de que sirviera como lugar de enterramiento para sí mismo.

Antón Ruiz de Morales otorgó testamento en 1503, y en él expresó su deseo de que su cadáver recibiera sepultura ante la capilla de la Cena de la Mezquita-catedral de Córdoba, aunque también ordenó que en caso de que su deseo no fuera cumplido por el cabildo catedralicio mencionado sus restos descansaran en la capilla que había construido en la iglesia de Nuestra Señora del Castillo de Fuente Obejuna, declarando al mismo tiempo y específicamente en el testamento que había sido construida por él.

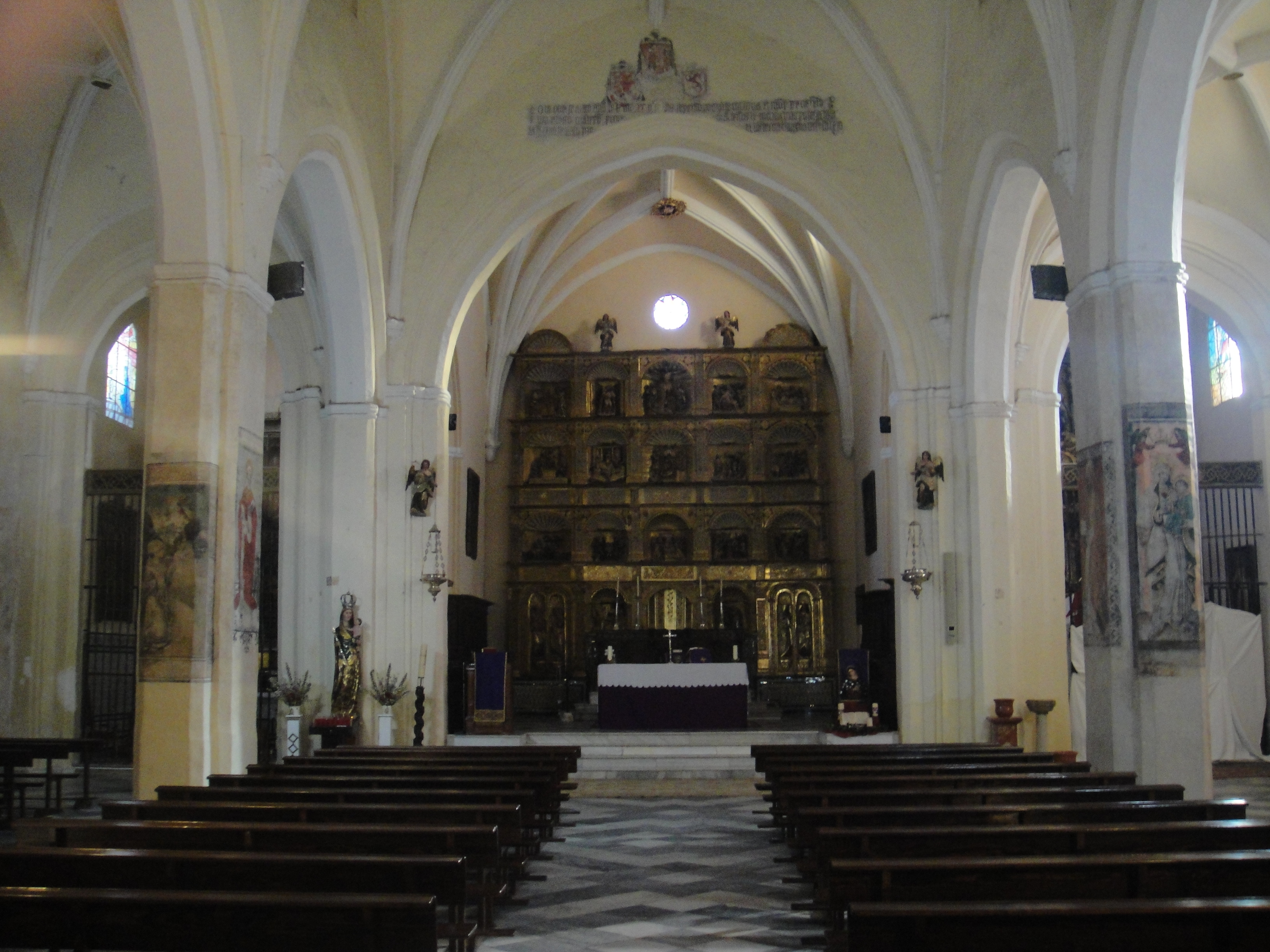
Vista general de la iglesia de Nuestra Señora del Castillo de Fuente Obejuna y de su retablo mayor.

Pascual Madoz, Luis María Ramírez de las Casas-Deza y Rafael Ramírez de Arellano afirmaron que en esta capilla estuvo colocada una lápida con el epitafio del mencionado eclesiástico que contenía la siguiente inscripción:

SEPULTURA DEL REVERENDO SEÑOR ANTÓN RUIZ DE MORALES, DOCTOR EN DECRETOS, CHANTRE E CANÓNIGO DE CÓRDOBA E DEL CONSEJO DE SUS ALTEZAS.

Sin embargo, el doctor Antón Ruiz de Morales falleció en 1503 y fue sepultado en la Mezquita-catedral de Córdoba, donde el cabildo catedralicio cordobés celebraba ciertas memorias por su alma, y su tumba, como ya advirtió Pascual Madoz, se encuentra delante de la reja de la capilla del Santísimo Sacramento o de la Cena de dicho templo, que es el lugar en el que el eclesiástico había manifestado su deseo de ser enterrado.
Rivera Mateos afirmó que si se considera que el doctor Morales no llegó a ser chantre de la catedral cordobesa hasta el año 1489, y que falleció en 1503, puede afirmarse que esta capilla debió ser edificada entre esos años, pero los autores del Catálogo artístico y monumental de la provincia de Córdoba aseguraron que debió ser construida en algún momento comprendido entre los años 1494, que fue cuando se terminó de construir la iglesia de Nuestra Señora del Castillo, y 1503, año en que el chantre otorgó testamento y falleció. Gómez Bravo afirmó en el siglo XVIII que la capilla era «muy decente», y en la crestería del remate de la reja que cierra la capilla está colocado el escudo de armas del chantre Antón Ruiz de Morales, que consiste en un blasón terciado por una barra de sable y un moral sobre campo de plata en los tercios superior e inferior.
En el siglo XIX, según consignó Pascual Madoz en el tomo VIII de su Diccionario geográfico-estadístico-histórico de España y sus posesiones de Ultramar, esta capilla estaba bajo la advocación de la Encarnación y en ella se hallaba el sagrario de la iglesia. Y en la década de 1950, siendo párroco de la iglesia de Nuestra Señora del Castillo Miguel Castillejo Gorráiz, que posteriormente llegaría a ser prelado de honor de Su Santidad y presidente de Cajasur, se hicieron numerosas reformas en esta capilla y en su retablo.

## Retablo de la capilla

### Autoría

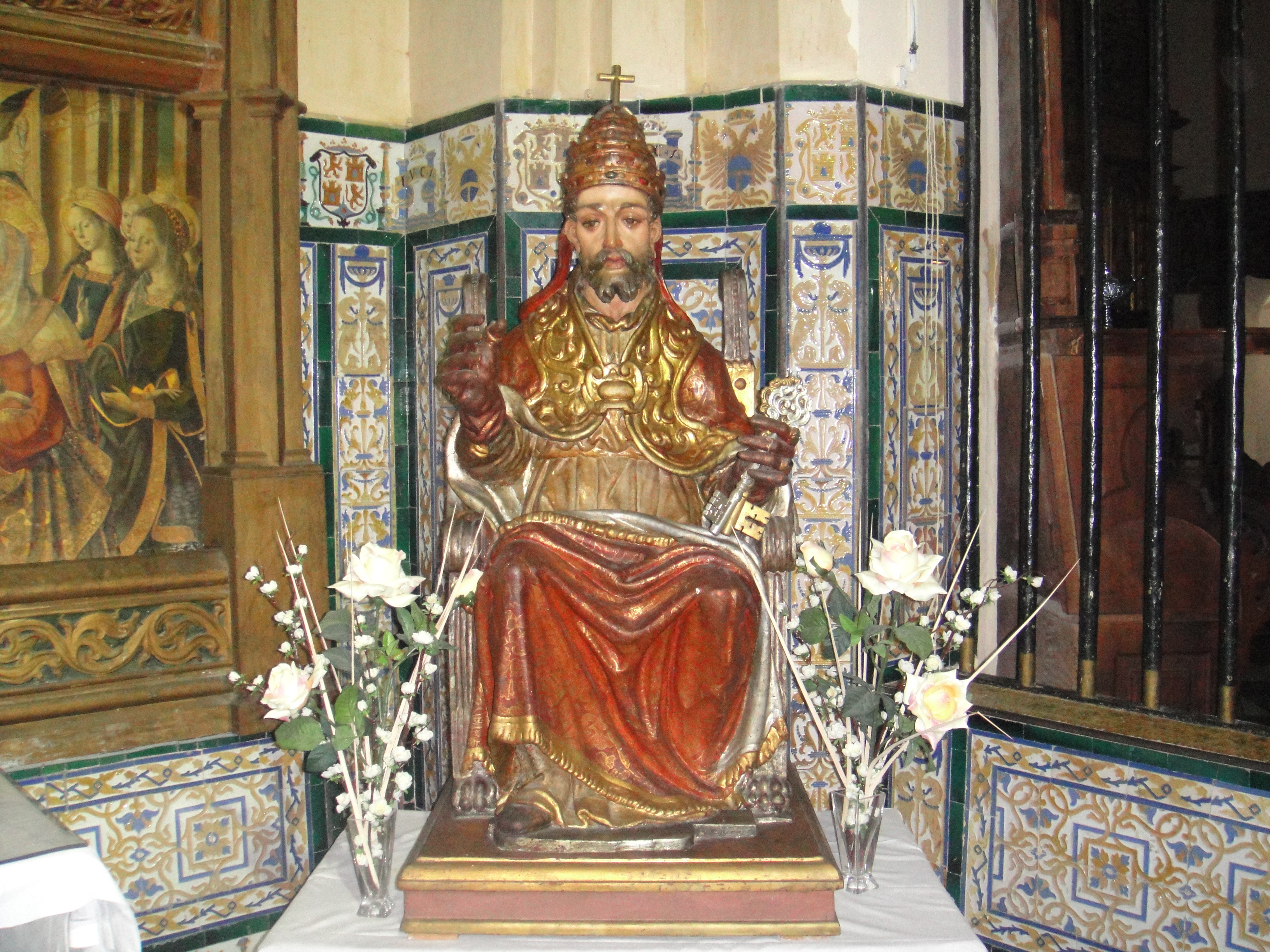
Imagen de San Pedro Apóstol en la capilla del Sagrario y colocada junto al retablo.

Algunos autores lo llaman el retablo de la Encarnación, debido a la tabla colocada en su centro que escenifica ese misterio, y afirman que fue realizado por los maestros Antón Pérez y Bartolomé Ruiz, ya que en el Archivo de Protocolos de Córdoba fue descubierto un documento, fechado el 19 de mayo de 1531, en el que se mencionaba que el obispo de Córdoba, fray Juan Álvarez de Toledo, encargó la realización de un retablo para esta iglesia de Fuente Obejuna. Y aunque los datos de dicho contrato son ambiguos y poco clarificadores, sí consta que los encargados de realizar la obra fueron los artistas mencionados anteriormente, y esta hipotética atribución quedaría confirmada en parte si se tiene en cuenta que en el templo no hay ningún otro retablo con pinturas de esa época ni que cumpla los requisitos prefijados en el mencionado contrato a excepción de este, y que en las pinturas que lo componen es posible advertir, según algunos autores, que fueron realizadas por dos artistas diferentes, ya que las del banco difieren de las del resto.
Sin embargo, los autores del Catálogo artístico y monumental de la provincia de Córdoba concedieron poca credibilidad a ese contrato de mayo de 1531, y otros autores afirmaron que todo el retablo es obra del que denominaron «maestro de Fuente Obejuna».
El pintor Antón Pérez, supuesto coautor del retablo, nació en 1508 en Fuente Obejuna, era hijo del también pintor Gonzalo Vázquez, y hay constancia de que, aunque también practicó el arte de la escultura, desde su juventud aprendió el oficio de pintor en un «ambiente cordobés» prerrenacentista, como señaló Rivera Mateos, aunque en esa época todavía eran frecuentes en el medio pictórico los elementos hispanoflamencos y los tardogóticos. Y el otro hipotético coautor del retablo, Bartolomé Ruiz, nació en Córdoba a finales del siglo XV y fue hijo y discípulo del también pintor Bartolomé Ruiz de Espinosa, aunque conviene señalar que en el contrato de mayo de 1531 mencionado anteriormente, el obispo Juan Álvarez de Toledo quedó obligado a pagar a Antón Pérez la suma de 150.000 maravedís por su realización, aunque este último se comprometió a su vez a dejar la ejecución de la tercera parte de la obra, que según algunos autores sería el banco, a Bartolomé Ruiz, que recibiría por ello la suma de 50.000 maravedís y que desde su juventud disfrutó de un cierto reconocimiento en el mundo artístico cordobés. Sin embargo, parece que Antón Pérez «se reservó» para sí la ejecución de las molduras que enmarcan el retablo y los cinco lienzos de los dos cuerpos superiores, lo que explicaría las diferencias estilísticas entre esos elementos observadas por algunos autores.

### Descripción

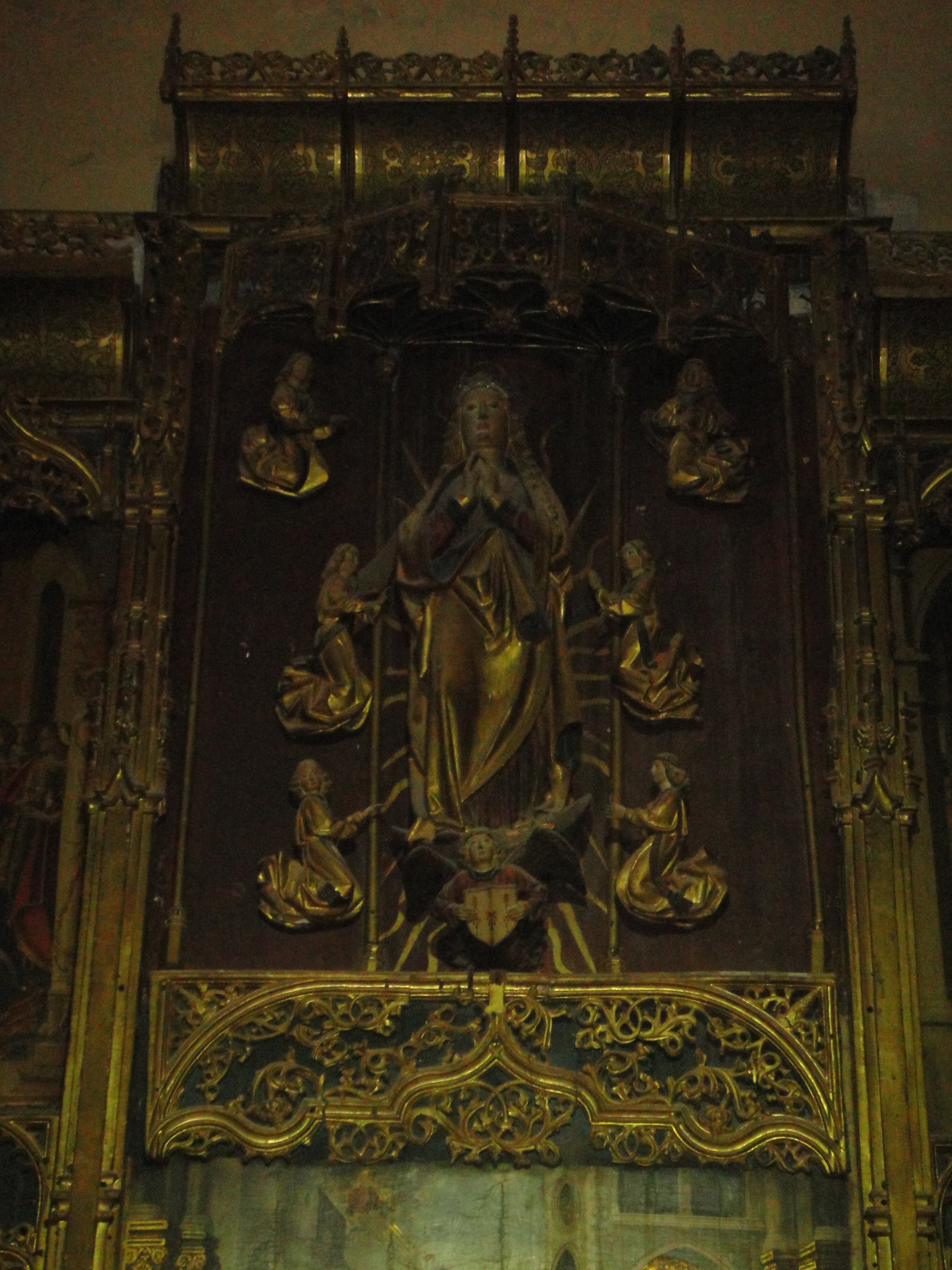
Cuerpo superior o remate del retablo de la capilla del Sagrario.

Algunos autores advirtieron la enorme y apasionante dificultad que supone el intentar ordenar los elementos de este retablo según su orden primitivo. Además, es de planta rectilínea y de traza arquitectónica muy sencilla, ya que sólo está compuesta por unos desgados baquetones o molduras que terminan en unos pináculos y guardapolvos de un depurado estilo gótico.
Según algunos autores debió ser realizado a mediados del siglo XVI o en el primer tercio de dicha centuria, según otros, aunque Madoz afirmó que sus pinturas datan del siglo XV, y actualmente está formado por siete óleos sobre tabla y un grupo escultórico repartidos en tres órdenes y otras tantas calles. En el centro del cuerpo superior del retablo, que es el lugar de máximo honor, hay una escultura de estilo flamenco que representa a la Asunción, y esta última está circundada por seis imágenes de angelitos que portan instrumentos musicales y que aparecen volando en torno a la Virgen. Y de la nube sobre la que descansa la esta última «sale otro angelito», en palabras de Rivera Mateos, que aparece enarbolando el escudo de las cinco llagas de la Orden de los franciscanos, fundada por San Francisco de Asís. Y Chandler Rathfon Post, basándose en las escenas y detalles de este conjunto de la parte superior del retablo, vinculó esta obra con la iconografía generalmente propia de la Inmaculada Concepción.
En el centro del retablo está colocado un lienzo que representa la Anunciación de la Virgen y que presenta algunas similitudes, según Rivera Mateos, con la Anunciación con santos y donantes, que fue pintada por Pedro de Córdoba y se conserva en la Mezquita-catedral de dicha ciudad. Y en lo referente a las molduras de madera que enmarcan todo este retablo, el mismo autor afirmó que:

Las tablas del retablo aparecen enmarcadas por una estructura de madera de clara concepción gótica, destacando en ella sobre todo el guardapolvo, la crestería superior, los sencillos pináculos y los doseletes que coronan cada una de las tablas de Antón Pérez, de gran finura y elegantemente trazadas.

En la parte izquierda del retablo, y comenzando desde arriba, hay dos lienzos que representan el Nacimiento de la Virgen y la Presentación de Jesús en el Templo, y en la parte derecha, y empezando también por la parte superior, hay dos cuadros que muestran la Purificación de la Virgen y la Adoración del Niño Jesús, aunque conviene señalar que en la tabla de la Purificación se han resumido tres escenas bíblicas: el reconocimiento de Cristo como Mesías por el anciano Simeón, la Purificación de María y la Presentación de Jesús en el Templo. Y en el banco o parte inferior del retablo se encuentran unas tablas que representan, y comenzando por la izquierda, la Virgen de la Piedad con San Juan, el Amortajamiento de Cristo, y el encuentro de San Joaquín y Santa Ana ante la Puerta dorada, aunque estos tres lienzos no están coronados por doseletes ojivales, son de tamaño superior a las restantes tablas del retablo, y en ellos las figuras aparecen de «medio cuerpo».

#### Óleos sobre tabla

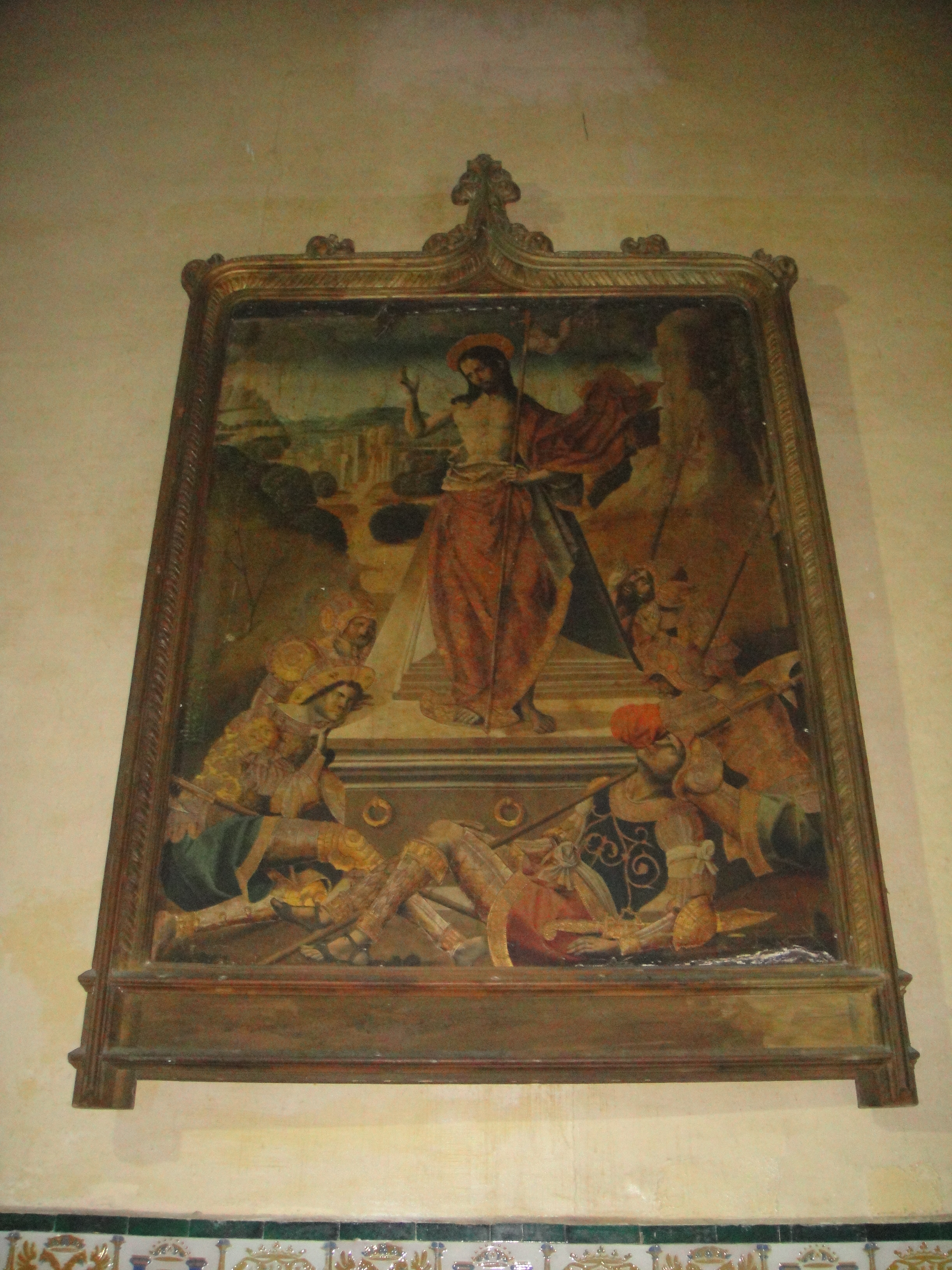
Óleo sobre tabla de la Resurrección de Cristo en la capilla del Sagrario.

- 1. Nacimiento de la Virgen María. Santa Ana, la madre de la Virgen, es el personaje central de la tabla y aparece tumbada en su cama aunque con el tronco erguido y descansando sobre una almohada y siendo atendida por una mujer que le ofrece un aguamanil, estando la cama de la santa cubierta por un dosel con cortinajes en los que el pintor se esforzó al máximo, como indicaron algunos autores, por representar lo más verazmente posible la textura de los brocados.[21] Y los autores del Catálogo artístico y monumental antes mencionado advirtieron que, así como la figura de la mujer que aparece aseando a la Virgen niña es una reminiscencia del «motivo iconográfico bizantino del Baño del infante», el grupo de mujeres que aparece en la derecha portando regalos para la recién nacida es un testimonio de cómo la religiosidad tardomedieval dio paso a la representación de la Natividad de la Virgen como si se tratara de una pintura de género.[21]
- 2. Presentación de la Virgen en el Templo. Este óleo sobre tabla muestra el momento en que los padres de la Virgen, San Joaquín y Santa Ana, presentan a su hija en el Templo de Jerusalén para ser ofrecida a Dios, estando inspirada la escena sobre todo en el Evangelio del pseudo-Mateo y, en menor medida, en el Protoevangelio de Santiago y en la Leyenda Dorada de Santiago de la Vorágine.[22] La escena está concebida de modo notablemente simétrico, ya que en su eje aparece la escalinata de subida al altar de los holocaustos, ante el que se hallan el sumo sacerdote y la Virgen María, que es aceptada por él, a la derecha del altar aparecen varios individuos con ofrendas destinadas al sacrificio en el Templo, y a la izquierda del mismo se hallan los familiares de la presentada.[21] Y si se considera el estilo y la composición de la tabla, es digno de mención el notable contraste existente entre los edificios presentes en el fondo de la misma, de estilo renacentista, y los «tímidos arcos» de forma apuntada con grutescos que aparecen en ellos. Y también es destacable la errónea perspectiva de las baldosas colocadas ante la escalinata de acceso al altar.[21]
- 3. Amortajamiento del cuerpo de Cristo. El eje de la tabla está ocupado por el cuerpo inerte de Cristo, junto al que hay varios personajes, y en la parte derecha aparece José de Arimatea, mientras que en la izquierda se encuentra Nicodemo, y entre ellos se encuentran las Tres Marías.[23] Sin embargo, conviene señalar que los tres Evangelistas canónicos, San Mateo, San Marcos y San Lucas, corroboraron la presencia de las tres mujeres en el entierro de Cristo, pero los dos primeros sólo mencionaron a María Magdalena y a María, madre de José, mientras que San Lucas simplemente consignó que las mujeres que habían acompañado a Cristo desde la región de Galilea vieron su sepulcro y el modo en que su cadáver quedó colocado en él, pero fue la «religiosidad popular», como afirmaron algunos autores, la que acabó incluyendo al discípulo «predilecto» del Señor, San Juan, junto a las Tres Marías en el entierro del Salvador.[23]
- 4. Resurrección de Cristo. Esta tabla no forma parte en la actualidad del retablo, y se halla colgada en el muro izquierdo de la capilla del Sagrario, pero los autores del Catálogo artístico y monumental de la provincia de Córdoba dieron por sentado que formó parte del mismo y que en el lugar que ocupó se halla en la actualidad el grupo escultórico de la Asunción que corona el retablo, por lo que la incluyeron entre las demás tablas del mismo.[23] Y también añadieron que el autor de la tabla se basó para realizarla en el modelo conocido como «Christus supra sepulcrum», que traducido al castellano viene a decir Cristo sobre el sepulcro, y que la presencia de los guardias en el cuadro está avalada por lo consignado en un pasaje del capítulo XXVIII del Evangelio de San Mateo, en el que se afirma que un ángel bajó del Cielo y ellos quedaron sobrecogidos.[23]
- 5. Encarnación de Cristo. Los autores del Catálogo mencionado anteriormente afirmaron que la obra literaria más acorde con el tema de la tabla es el Evangelio armenio de la infancia, ya que en el capítulo V de dicha obra hay un pasaje que afirma que: «el Verbo de Dios penetró en ella (la Virgen María) por la oreja, y la naturaleza íntima de su cuerpo, con todos sus sentidos, fue santificada y purificada como el oro en el crisol», aunque este pasaje de la vida de Cristo también fue representado del mismo modo por Pedro Berruguete en un óleo sobre tabla conservado en la catedral de Palencia, y en un relieve custodiado precisamente en la sacristía de la iglesia de Nuestra Señora del Castillo de Fuente Obejuna.[23] La escena se desarrolla en un marco arquitectónico muy elaborado al que se intentó proporcionar un ambiente íntimo y hogareño con la aparición de algunos muebles, y una ventana de grandes dimensiones permite contemplar un amplio paisaje sobre el que se hallan Dios Padre y el Espíritu Santo, que son la Primera y la Tercera persona de la Santísima Trinidad, y los dos aparecen emitiendo un rayo de luz que llega hasta la oreja de la Virgen.[23]
- 6. Simeón reconoce al Niño Jesús como Mesías. En esta tabla se han condensado, como señalan diversos autores, tres pasajes de la vida de Cristo: el Reconocimiento de la mesianidad de Cristo por Simeón, según fue relatada en el segundo capítulo del Evangelio de San Lucas, la Presentación de Jesús en el Templo y la Purificación de María, y conviene señalar que según los teólogos católicos, esta última sólo fue una muestra de humildad y sencillez por parte de la Virgen María, que en esta tabla de Fuente Obejuna ha quedado patente por la presencia de una corona con flores de lis en el tapiz colocado en el frontal del altar.[24] La escena principal se ha situado en la entrada del Templo de Jerusalén, y ha sido concebida a modo de eje simétrico en cuyos lados aparecen los dos temas secundarios.[24] A la derecha se encuentran San José y la Virgen María, y esta última lleva un cirio en su mano con el que se pretende resaltar que las ceremonias litúrgicas, que en este caso sería la procesión de la Candelaria, pueden enriquecer un motivo «iconográfico», aunque junto a ambos personajes hay un individuo que porta dos tórtolas como símbolo de la ofrenda que los pobres debían ofrecer en esos casos.[24] Y en el lado izquierdo aparecen el anciano Simeón llevando al Niño Jesús en sus brazos y, por detrás de él, la profetisa Ana, que según algunos autores «encarna» o representa a la sinagoga judía.[24]
- 7. Adoración del Niño Jesús. Los autores del Catálogo citado anteriormente afirmaron que es en esta tabla donde quedó patente el deseo del desconocido autor o autores por mostrar amplios escenarios, ya que en el que se desarrolla esta escena consta de dos partes claramente diferenciadas por una pared en ruinas de la que emerge un «monumental pórtico» que permite contemplar las escenas representadas en el fondo del lienzo, y cuyo propósito es crear un acusado «efecto de profundidad» en toda la obra, mientras que con los dos colores empleados en las dovelas del arco el autor evocó los célebres arcos de la Mezquita-catedral de Córdoba.[25] Jesús aparece en el centro de la composición junto a sus padres y recibiendo la adoración de los tres ángeles, y la madre de Cristo está situada junto a una columna quebrada que parece aludir a un pasaje de las Meditationes de Vita Christi del Pseudo-Buenaventura, ya que en él se describió del siguiente modo el nacimiento del Salvador: «cum venisset hora partus, surgens Virgo appodiavit se ad imam columnam quae ibi erat».[26] Y en el cuadro también están presentes otras dos escenas en las que, con un paisaje como fondo delimitado por ruinas, aparecen la llegada a Belén de los pastores, que se halla a la derecha de la tabla, y las bestias del establo reconociendo a Jesús como hijo de Dios, que está a la izquierda, y conviene señalar que esta última escena está inspirada en un pasaje del Evangelio del pseudo-Mateo.[27]
- 8. Encuentro de San Joaquín y Santa Ana ante la Puerta dorada o Concepción milagrosa de la Virgen María. La escena está inspirada en el Protoevangelio de Santiago, en el Evangelio del pseudo-Mateo, en el Evangelio de la natividad de María y en la Leyenda Dorada de Santiago de la Vorágine, y es uno de los temas que más fomentaron la devoción por la Concepción Inmaculada de María.[28] Los personajes aparecen representados ante la Puerta Dorada del Templo de Jerusalén, que es mostrado como un edificio renacentista adornado con «finísimos» grutescos, y los padres de la Virgen, que aparecen acompañados, respectivamente, por sendos grupos de pastores y mujeres, están abrazados y concibiendo en ese momento milagrosamente a la Virgen María, aunque un ángel situado por detrás de ellos refuerza aún más el carácter extraordinario y sobrenatural del acontecimiento al acercar las cabezas de ambos.[23] Y conviene señalar que, al igual que en la tabla número cinco de este retablo, este pasaje también fue representado del mismo modo por Pedro Berruguete en un óleo sobre tabla conservado en la catedral de Palencia, y en un relieve custodiado precisamente en la sacristía de la iglesia que cobija este retablo, como ya se indicó anteriormente.[23]

#### Estilo
Es una obra notablemente influenciada por la Escuela Cordobesa y un destacado ejemplo del eclecticismo que combina influencias tardogóticas con los primeros modelos del Renacimiento «importados» de Italia y con el naturalismo de los países nórdicos, que se manifiesta al intentar conseguir plasmar realidades concretas, y Rivera Mateos afirmó que en este retablo la tradición hispanoflamenca «evoluciona hacia formas cada vez más suavizadas» y rodeadas por fondos arquitectónicos al estilo del Cuatrocentismo pero con una minuciosidad en los detalles y una delicadeza privativas de los más célebres maestros miniaturistas, como Jan van Eyck.
Algunos autores, como José Valverde, ya percibieron que en el retablo se advierte la presencia de dos artistas diferentes. Las tres tablas del banco del retablo, que supuestamente habrían sido realizadas por Bartolomé Ruiz, acusan unas notables diferencias con las restantes, ya que en ellas se muestra sobret odo un enfoque orientado hacia la narración de las escenas, que se desarrollan en un plano horizontal, y hacia la exaltación de los personajes, mientras que en las tablas atribuidas a Antón Pérez el artista centró su atención en mostrar grandes escenarios arquitectónicos y concibió su obra verticalmente y apuntando «hacia arriba». Y los autores del Catálogo artístico y monumental de la provincia de Córdoba también señalaron que en este retablo están presentes:

La preocupación por la perspectiva, el afán de dotar a los personajes de escenarios grandiosos que estén en consonancia con la idea del decoro que la época impone como consustancial a la excelencia espiritual de los mismos, los adornos grutescos de las arquitecturas, (...) el afán por conseguir la textura de los brocados de los vestidos y tapicerías y la amplitud de los paisajes, como es el caso de la tabla de la Adoración.

Además, Ramírez de Arellano señaló que en el centro del banco del retablo y en el lugar donde actualmente se halla el sagrario, que es obra de principios del siglo XIX, había una pintura desaparecida en la actualidad, y según dicho autor, como aseguró Rivera Mateos, todo el retablo de esta capilla habría formado parte, junto con un cuadro que representa la Resurrección de Cristo y que se halla en una pared de la capilla, a un antiguo retablo desaparecido, aunque no hay pruebas que lo corroboren.
Las molduras de estilo gótico de madera dorada que enmarcan las tablas del retablo son, como señaló Rivera Mateos, «reminiscencias medievales», pero en conjunto el retablo armoniza con la bóveda con nervios de estilo gótico que cubre la capilla del Sagrario, y también son destacables, desde el punto de vista de la influencia de lo medieval en la obra, las aureolas de oro que coronan la cabeza de los santos en el retablo, el rayo de luz dorada que aparece en la tabla de la Anunciación de la Virgen, y el gran arco de medio punto de la tabla del Nacimiento de Jesús en el que aparecen unas dovelas decoradas al estilo musulmán, que llamó la atención del profesor Diego Angulo Íñiguez cuando afirmó que es:

Un tributo de admiración al venerable monumento (la Mezquita de Córdoba) que tan escaso respeto mereció del testarudo obispo Manrique y de su Cabildo. Pintado por los mismos años o poco antes de que se destruyese la Mezquita, se diría una protesta del anónimo maestro y una prueba de adhesión a los caballeros veinticuatro que tan valiente como infructuosamente se opusieron a ello desde el Cabildo de la Ciudad.

El «localismo» de los autores del retablo está presente en la tabla mencionada anteriormente, ya que otros autores también vincularon esas dovelas musulmanas con las de la Mezquita-catedral de Córdoba y afirmaron que otras similares están presentes en el retablo mayor de la iglesia de San Bartolomé de Espejo. Los errores, desproporciones, y las actitudes «desgarbadas y sin gracia», en palabras de Rivera Mateos, de los personajes pintados en las tablas, también fueron considerados por él como privativos del estilo gótico y no del renacentista, y estas características están presentes sobre todo en las del banco del retablo, que acusa grandes influencias de la Escuela Cordobesa hispano-gótica, ya que los personajes aparecen en un plano vertical y no fueron pintados con intentos de realizar una penetración psicológica profunda. Y el estilo flamenco presente en esta obra es claramente perceptible si se consideran la tipología de los personajes, su disposición y el modo en que fueron concebidos, los paisajes de amplias perspectivas empleados en los fondos de las tablas y los adornos dorados que aparecen en las vestimentas de los personajes y que estos lucen.
Pero a pesar del estilo hispanoflamenco presente en el retablo Rivera Mateos señaló que ya se percibe en el mismo un claro alejamiento con respecto a las pautas de ese estilo en la relajación de las «asperezas formales» de los personajes, de sus rostros y de sus ropajes, y que es posible apreciar la clara influencia del Quattrocento pero aún no la de los célebres maestros del Cinquecento, como aseguró dicho autor. Y en las tablas atribuidas al pintor Antón Pérez, se aprecia asimismo, y como era frecuente en el Renacimiento, un notable interés por los grandes escenarios arquitectónicos, que están presentes fundamentalmente en las tablas del centro del retablo, y siguiendo en esta línea, conviene señalar la puerta de ciudad en la tabla de la Anunciación, que según Rivera Mateos era un motivo muy frecuente en las obras renacentistas y en las de la Escuela cordobesa de ese periodo.
La escultura de la Virgen de la Asunción colocada en el centro de la parte superior del retablo también destaca por su estilo flamenco, y según Nieto Cumplido y otros autores no formó parte primitivamente del retablo y procede del desaparecido hospital de la Caridad de Fuente Obejuna, y aunque Rivera Mateos eludió pronunciarse al respecto, sí afirmó junto con otros autores que esta escultura no concuerda con los angelitos que la rodean y que el lienzo de la Resurrección de Cristo mencionado anteriormente probablemente fuera pintado por el mismo que realizó las tablas de la parte superior del retablo, y también que sus medidas (135 X 180 centímetros) parecen concordar perfectamente con el espacio ocupado por el grupo escultórico de la Asunción, por lo que tal vez estuviera colocado allí en un principio. Y el mismo autor señaló que el cuadro de la Resurrección encaja perfectamente en el programa iconográfico del retablo y que posiblemente formó parte del mismo, por lo que coincide con otros autores, que también aseguraron en el Catálogo artístico y monumental de la provincia de Córdoba que:

Si, consecuentemente con lo arriba expuesto, consideramos la tabla de la Resurrección como parte integrante de la primitiva disposición de la máquina, vemos cómo la calle central de ésta presenta un manifiesto eje ascendente que partiendo de la tabla en la que se representa la Encarnación del Hijo de Dios nos conduce hasta la que plasma su Resurrección, momentos en los que, por excelencia, se muestra la divinidad de Jesús y constituyen al ser el exordium nostrae Resemptionis y el último de los actos de la Obra de Salvación una oración esperanzadora para aquéllos que consideran la posibilidad de ser partícipes de la supervivencia y gloria de Jesús con tal de que adecúen su conducta a las normas evangélicas. Desde este punto de vista, la pintura en la que se representan los prolegómenos de la Deposición de Jesús en el sepulcro vendría a reforzar la idea de considerar la muerte no como el fin de la vida sino como el paso previo de una resurrección gloriosa. Las que representan la Profecía de Simeón y la Adoración estarían destinadas a manifestar el reconocimiento de la divinidad de Cristo por parte del Mundo Celestial, de los personajes del Antiguo Testamento y de las gentes de buena voluntad del Nuevo. Las restantes tablas se encaminarían a ilustrar sobre la excelencia y lo inmaculado del linaje de Jesús.

Los autores del ya citado Catálogo artístico advirtieron las notables semejanzas existentes entre el repertorio iconográfico de este retablo y el del retablo mayor de la iglesia de San Bartolomé de Espejo, que está dedicado a San Andrés Apóstol, es uno de los más destacados ejemplos de la pintura cordobesa de principios del siglo XVI y fue encargado por el canónigo Gonzalo Ruiz de Lucena para una capilla de su propiedad, aunque actualmente sirve de retablo mayor al mencionado templo.
En el retablo mayor de Espejo, que contiene pinturas firmadas por Pedro Romana, el canónigo Gonzalo Ruiz intentó exaltar la cruz como símbolo del martirio de Cristo para, por medio de ella, glorificar la Redención que el mismo Cristo llevó a los hombres con su muerte, pero en el retablo de Fuente Obejuna el chantre Antón Ruiz de Morales basó su esperanza y quiso poner de relieve que fue Cristo, la Segunda Persona de la Santísima Trinidad, quien se convirtió en hombre por propia iniciativa e hizo posible la Redención por medio de su muerte corporal. Y los autores del mencionado Catálogo, por su parte, añadieron que el chantre Ruiz de Morales debía manifestar una gran y especial devoción por el misterio de la Encarnación, ya que cuando en 1503 otorgó testamento y dejó establecida en el mismo la fundación de un beaterio, dispuso que debería llevar ese nombre.

## Sagrario

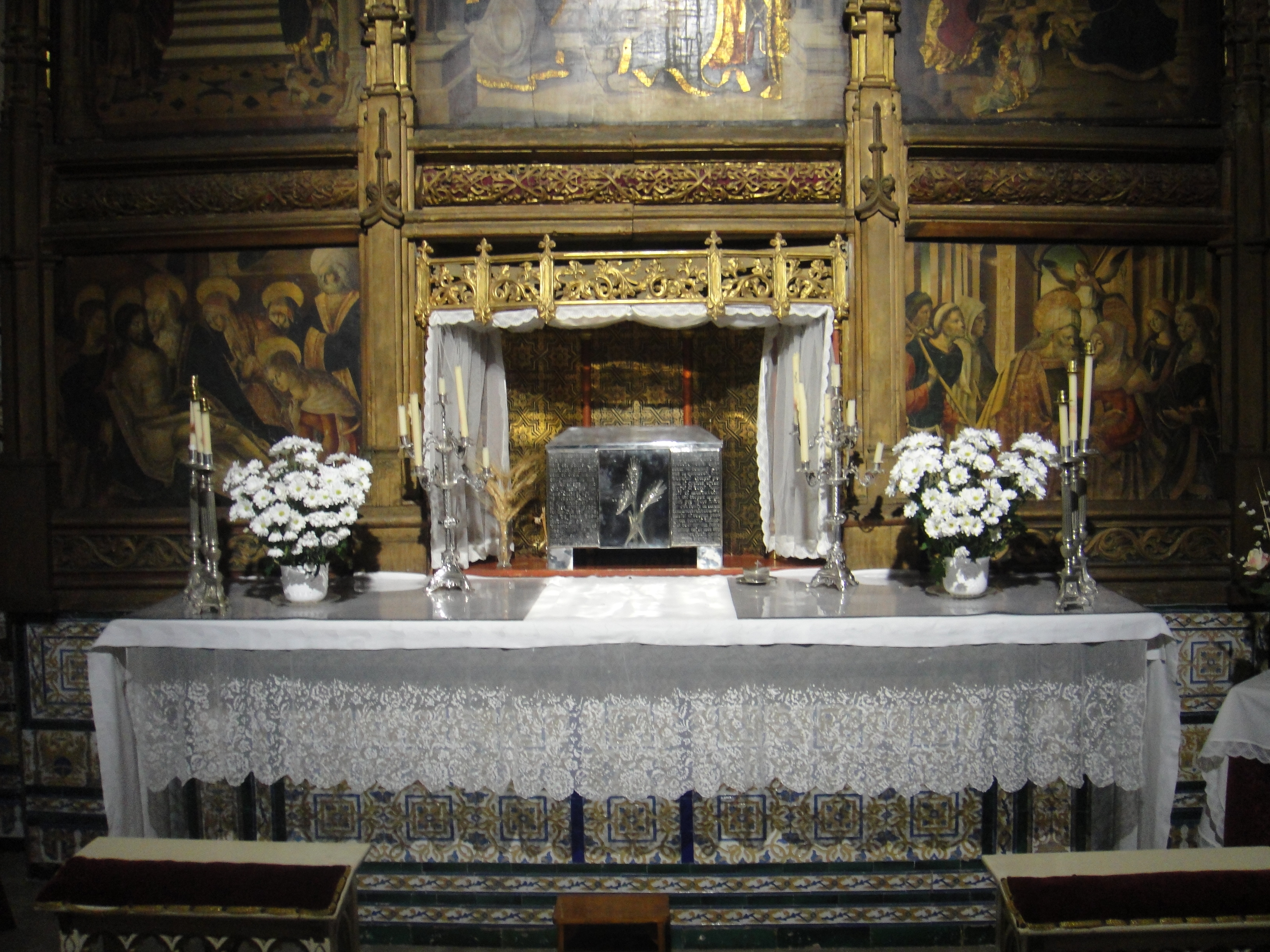
Sagrario, altar y parte inferior del retablo de la capilla del Sagrario.

Manuel Gahete Jurado aseguró que posiblemente este retablo no tuvo en sus orígenes ningún hueco u hornacina para acoger un sagrario y que en su lugar habría alguna pintura que mostrara algún pasaje de la vida de la Virgen María, a la que está dedicado casi por entero. Y aunque se desconoce cuándo esa hipotética pintura fue reemplazada, el cambio debió responder, según dicho historiador, a «razones poderosas», por lo que afirmó que es más que probable que el presbítero y párroco de esta iglesia, José Castro Díaz, que sería fusilado en 1936 en los primeros momentos de la Guerra Civil Española, debido a la especial veneración que profesaba al Santísimo Sacramento, ordenara colocar un sagrario en este retablo, y también que es altamente probable que a principios del siglo XX el párroco Francisco del Pino García colocara un sagrario en el mismo lugar protegido por una muerta de madera dorada que posteriormente sería reemplazada por otra de plata en la que había un relieve del Agnus Dei.
Pero esa puerta de plata fue retirada a su vez por el párroco Miguel Castillejo Gorráiz y depositada en el tesoro parroquial, y en su lugar el mismo sacerdote colocó un sagrario de plata con forma de urna, ya que así se lo aconsejó el sacerdote jesuita Francisco de Borja Aldama, que había sido profesor suyo en el Seminario mayor de San Pelagio de Córdoba, por lo que por deseo de ambos en las puertas del sagrario se colocaron unos textos alusivos en ambas puertas a diversos pasajes del Nuevo Testamento:

En una de ellas aparece en latín el discurso eucarístico que recuerda San Juan en el capítulo VI de su Evangelio: "El que come mi carne y bebe mi sangre, permanece en Mí y Yo en él"; en el otro batiente se halla el fragmento de San Pablo en la Primera Carta a los Corintios acerca de la Eucaristía que leemos el Jueves Santo y el día del Corpus Christi: "Examínese a sí mismo cada uno, y
de esta suerte coma de aquel pan y beba de aquel cáliz. Porque quien come y bebe indignamente, come y bebe su propia condenación".

El escultor Díaz Peno realizó ambas puertas por voluntad de Miguel Castillejo, quien según Gahete Jurado, y antes de ser ordenado sacerdote, había planeado el proyecto, ya que era natural de Fuente Obejuna, de «acomodar estéticamente el sagrario al retablo», por lo que fue el propio Castillejo Gorráiz quien aconsejó al mencionado escultor que intentara realizar su obra en estilo neogótico y empleando los motivos geométricos presentes ya en las columnas y remate del retablo. Y en aquella época fue retirada del retablo, por considerarla poco apropiada para el lugar, una pintura de José González que se hallaba allí y que mostraba un «florero con una rosa», y conviene señalar que todas estas restauraciones y reformas supusieron el desembolso de una gran suma de dinero por parte de la parroquia, como ya advirtió Gahete Jurado.